# Ulrich Seibert
Ulrich Seibert (* 8. August 1954 in Karlsruhe) ist ein deutscher Jurist und Honorarprofessor für Wirtschaftsrecht an der Juristischen Fakultät der Universität Düsseldorf. Er war bis 2020 Leiter des Referats für Gesellschaftsrecht, Unternehmensverfassung und Corporate Governance im Bundesministerium der Justiz und ist derzeit Kurator der Deutsch-Französischen Kulturstiftung.

## Familie
Ulrich Seiberts Mutter war die Malerin Edith Seibert, sein Vater der Richter am Bundesgerichtshof Claus Seibert. Seine Großmutter war die Schriftstellerin Liesbet Dill. Er ist verheiratet und hat vier Kinder.

## Werdegang
Seibert studierte Rechtswissenschaft in Tübingen, Göttingen und Freiburg. 1979 legte er die Erste Juristische Staatsprüfung ab. 1982 wurde er mit einer Arbeit zur „Erfüllung durch finale Leistungsbewirkung“ an der Universität Hamburg bei Hans Hermann Seiler zum Dr. iur. promoviert. Nach Studienaufenthalten in Florenz und Paris war Seibert wurde Seibert zunächst Arbeitsrichter, später Amtsrichter in Hamburg. 1986 wechselte er an das Bundesministerium der Justiz, wo er Anfang der 1990er Jahre Leiter des Referats für Kabinetts- und Parlamentsangelegenheiten unter Minister Kinkel wurde. 1992 wurde Seibert Leiter des Referats für Gesellschaftsrecht und Unternehmensverfassung. 1997 wurde er zum Ministerialrat ernannt.
2001 wurde Seibert von der Juristischen Fakultät der Universität Düsseldorf der Titel eines Honorarprofessors verliehen. Er ist einer der Direktoren des Instituts für Unternehmensrecht der Universität Düsseldorf und war Mitglied des Hamburger Kreis Recht der Familienunternehmen an der Bucerius Law School, Mitglied des Bureau des Corporate Governance Committee der OECD, Paris, war Mitglied des Kuratoriums der Deutsche Schutzvereinigung für Wertpapierbesitz und ist Kuratoriumsmitglied der Stiftung Sapienzia Potsdam (in der Leo Baeck Foundation) und seit 2021 Mitglied des Advisory Board des Corporate Governance Institute an der Frankfurt School of Finance, ferner Mitglied des Aufsichtsrats der Genossenschaft für urbane Kreativität (GuK, Holzmarkt Berlin, Kater Blau).
Zahlreiche Reformnovellen im Gesellschaftsrecht tragen die Handschrift Seiberts. So war er unter anderem für das Gesetz für kleine Aktiengesellschaften (1994), das Gesetz zur Kontrolle und Transparenz im Unternehmensbereich – KonTraG (1998), das Stückaktiengesetz (StückAG, 1998), das Gesetz zur Namensaktie und zur Erleichterung der Stimmrechtsausübung (NaStraG, 2001), das Transparenz- und Publizitätsgesetz (TransPuG, 2002) und das Gesetz zur Unternehmensintegrität und Modernisierung des Anfechtungsrechts (UMAG, 2004) verantwortlich.
In der 16. Wahlperiode folgten das  elektronische Handels- und Genossenschaftsregister (EHUG), das Gesetz zur Modernisierung des GmbH-Rechts und zur Bekämpfung von Missbräuchen (MoMiG), das die erste große GmbH-Reform seit Schaffung der GmbH war, ferner die politisch brisante Änderung des VW-Gesetzes, das Gesetz zur Umsetzung der Aktionärsrechterichtlinie (ARUG) und zuletzt das Gesetz zur Angemessenheit der Vorstandsvergütung (VorstAG). Im Rahmen der Finanzmarktkrise war er mit den gesellschaftsrechtlichen Fragen der Stabilisierungsgesetze befasst; u. a. Finanzmarktstabilisierungsgesetz – FMStG. Die 17. Wahlperiode (Oktober 2009-Oktober 2013) brachte unter anderem die gesetzliche Regelung der Partnerschaftsgesellschaft mit beschränkter Berufshaftung (PartGmbB).
In der 18. Legislaturperiode stand das Gesetz zur Einführung einer Frauenquote in Aufsichtsräten auf der Agenda (Gesetz für die gleichberechtigte Teilhabe von Frauen und Männern an Führungspositionen in der Privatwirtschaft und im öffentlichen Dienst, auch FüPoG genannt). In der 19. Wahlperiode verantwortete Seibert vor allem die Umsetzung der geänderten Aktionärsrechterichtlinie der EU (ARUG II). Ferner hat er die Ermöglichung der präsenzlosen Hauptversammlung ohne physische Anwesenheit von Aktionären virtuelle Hauptversammlung im Gesetz zur Abmilderung der Folgen der COVID-19-Pandemie im Zivil-, Insolvenz- und Strafverfahrensrecht formuliert. Seibert verließ das Ministerium Ende August 2020.
Seibert betreute für das Bundesministerium der Justiz die „Regierungskommission Deutscher Corporate Governance Kodex“.
Seit 2024 ist er als Kolumnist für die Deutsche Wirtschafts Nachrichten tätig.
Seibert ist Autor und Herausgeber mehrerer Bücher und Verfasser von über 200 Aufsätzen zum Handels- und Gesellschaftsrecht. Er ist Kunstsammler mit einem Sammlungsraum für Lowbrow- und Pop-Kunst in Berlin.

## Schriften (Auswahl)

### Bücher

#### Belletristik
- Berliner Schlaglichter Band I (Notizen aus dem Fond meines Taxis) und Band II (Notizen auf meinem iPad). März, Berlin 2023. ISBN 978-3-7550-0024-2.

#### Sachbücher
- Erfüllung durch finale Leistungsbewirkung. Buske, Hamburg 1982 (Hamburger juristische Studien, Bd. 4). ISBN 3-87118-563-9 (zugl. Diss. Hamburg 1982).
- Handbuch zum Gesetz über Verbraucherkredite, zur Änderung der Zivilprozessordnung und anderer Gesetze. Bundesanzeiger, Köln 1991.[4]
- Die Partnerschaft: eine neue Gesellschaftsform für die Freien Berufe. Bundesanzeiger, Bonn 1994. ISBN 3-88784-571-4.
- Das Transparenz- und Publizitätsgesetz (TransPuG). Beck, München 2003. ISBN 3-406-49831-0.
- Gesetz zur Modernisierung des GmbH-Rechts und zur Bekämpfung von Missbräuchen – MoMiG. RWS Verlag, Köln 2008. ISBN 978-3-8145-1882-4
- Ulrich Seibert, Roger Kiem, Matthias Blaum (Hrsg.): Handbuch der kleinen AG, 5. Aufl. RWS Verlag, Köln 2008. ISBN 978-3-8145-8118-7.
- Böttcher/Carl/Schmidt/Seibert (Hrsg.): Die Aktienrechtsnovelle. Beck, München 2016. ISBN 978-3-406-64184-8.
- Ulrich Seibert (Hrsg.): LowBrow in Berlin – Die Sammlung Seibert. März, Berlin 2023. ISBN 978-3-7550-5022-3.

### Beiträge
- Aus dem Entwurfsatelier der Gesetzgebung – Beobachtungen zur Denk- und Arbeitsweise des Gesetzgebungsreferenten im Bundesministerium der Justiz in: Festschrift für Wiedemann. 2002, S. 123ff.
- Ethik in der Wirtschaft und die Rolle der Politik in: Festschrift für Karsten Schmidt. 2009, S. 1455ff.
- Deutschland im Herbst – Erinnerungen an die Entstehung des Finanzmarktstabilisierungsgesetzes im Oktober 2008 in: Festschrift für Klaus Hopt. de Gruyter, Berlin  2010, Bd. 2, S. 2525ff.
- 50 Jahre Aktiengesetz 1965 in: Die Aktiengesellschaft, 17/2016, S. 593ff.
- Seibert, Ulrich: „Geschichte und Zukunft des Aktienrechts“, Einleitung, in: Handbuch des Aktienrechts, 9. Auflage, herausgegeben von Jürgen Frodermann und Dirk Jannott, C.F. Müller Verlag, 2017, Seiten 1–20. ISBN 978-3-8114-4301-3.
- Seibert, Ulrich: „Die Partnerschaftsgesellschaft“, in: Münchener Handbuch des Gesellschaftsrechts, Band 1: BGB-Gesellschaft, Offene Handelsgesellschaft, Partnerschaftsgesellschaft, Partenreederei, herausgegeben von Bodo Riegger und Lutz Weipert, Verlag C.H. Beck, 1995, Seiten 711–734. ISBN 3-406-31458-9.